# 기사키촌
기사키촌(木佐木村)은 일본 후쿠오카현 미즈마군에 설치되었던 촌이다. 기사키촌 및 오미조촌, 오이촌 등 3개 촌이 합병하여 오키정이 신설되고 폐지되었다.